# Fonterra
Fonterra è una cooperativa neozelandese specializzata nella produzione e distribuzione di latte e suoi derivati.
Fondata il 16 ottobre 2001, La Fonterra è la più grande attività imprenditoriale del Paese e, nel panorama internazionale, arriva a occupare il 30% delle esportazioni di latte mondiale. Un importante ruolo nell'attività produttiva è rivestito dalla produzione di latte in polvere, soggetto a una forte domanda da parte dei paesi asiatici, quali Cina e alcuni Stati africani.